# Epistrophe shibakawae
Epistrophe shibakawae är en tvåvingeart som först beskrevs av Matsumura 1917.  Epistrophe shibakawae ingår i släktet brynblomflugor, och familjen blomflugor. Inga underarter finns listade i Catalogue of Life.